# Пеп, Вилли
Вилли Пеп (англ. Willie Pep, при рождении Гуглиермо Папалео (итал. Gugliermo Papaleo); 19 сентября 1922, Мидлтаун, США — 23 ноября 2006) — американский боксёр. Чемпион мира в полулёгкой весовой категории (1942—1948, 1949—1950).
В 1945 году признан «Боксёром года» по версии журнала «Ринг».

## Профессиональная карьера
Дебютировал на профессиональном ринге 25 июля 1940 года, одержав победу по очкам в 4-раундовом поединке.

### Чемпионский бой сЧалки Райтом
20 ноября 1942 года вышел на бой против чемпиона мира NYSAC в полулёгком весе Чалки Райта. После 15-ти раундов все судьи отдали победу Пепу: 10-4 и 11-4 (дважды).
19 марта 1943 года проиграл по очкам бывшему чемпиону мира в лёгком весе Сэмми Анготту. Счёт судей: 6-4 и 5-4 (дважды). Титул Пепа на кону не стоял. Для Вилли это поражение стало первым в карьере (в 63-х боях).
8 июня 1943 года победил по очкам Сэла Бартоло и защитил титул чемпиона мира.
17 июля 1944 года победил чемпиона мира в легчайшем весе Мануэля Ортиса. Все судьи отдали победу Пепу — 94-91, 98-94, 98-92. Титулы обоих боксёров на кону не стояли.

### Второй бой сЧалки Райтом
29 сентября 1944 года защищал свой титул в бою против Чалки Райта. Одержал победу по очкам единогласным решением судей.
5 декабря 1944 года в третий раз встретился с Чалки Райтом. Выиграл по очкам. Бой был нетитульным.
19 февраля 1945 года победил по очкам Фила Терранову и защитил титул. Счёт судей: 10-3, 10-5, 12-2.

### Объединительный бой сСэлом Бартоло
7 июня 1946 года встретился в объединительном поединке с чемпионом мира в полулёгком весе по версии NBA Сэлом Бартоло. Эта была третья встреча бойцов. Пеп нокаутировал своего противника в 12-м раунде.
27 ноября 1946 года в четвёртый раз встретился с Чалки Райтом. Нокаутировал соперника уже в 3-м раунде.
22 августа 1947 года нокаутировал в 12-м раунде Джека Лосли и защитил титул.
24 февраля 1948 года нокаутировал в 10-м раунде кубинца Умберто Сиерру и защитил титул.
10 сентября 1948 года победил по очкам Падди Демарко. Счёт судей: 5-3, 8-2, 6-3. Титул Пепа на кону не стоял.

### Потеря титула в бою сСэнди Саддлером
29 октября 1948 года защищал титул чемпиона мира в полулёгком весе в поединке с Сэнди Саддлером. Проиграл нокаутом в 4-м раунде и потерял титул. Это было первое досрочное поражение Пепа.

### Второй бой сСэнди Саддлером
11 февраля 1949 года во второй раз встретился с Саддлером. Бой продлился всю дистанцию (15 раундов). Пеп одержал победу и вернул титул. Счёт судей: 10-5, 9-5, 9-6. Поединок был признан «Боем года» по версии журнала «Ринг».
20 сентября 1949 года защитил титул в бою против Эдди Компо. Нокаутировал претендента в 7-м раунде.
16 января 1950 года защитил титул, нокаутировав в 5-м раунде Чарли Рили.
17 марта 1950 года победил по очкам Рэя Фамечона и защитил титул. Счёт судей: 10-3, 12-3, 9-3.

### Третий бой сСэнди Саддлером
8 сентября 1950 года в третий раз встретился с Сэнди Саддлером. Пеп не смог продолжить бой после 7-го раунда, так как вывихнул плечо. Победителем и новым чемпионом был объявлен Саддлер. При этом Пеп вёл на карточках всех судей.

### Четвёртый бой сСэнди Саддлером
26 сентября 1951 года в четвёртый раз встретился с Сэнди Саддлером. Саддлер выступал в качестве чемпиона мира в полулёгком весе. Саддлер победил.

## После завершения карьеры
Работал в качестве рефери.
Скончался 23 ноября 2006 года в доме престарелых от болезни Альцгеймера и энцефалопатии боксёров.

## Семья
Брат — Ник Папалео.
Жена — Барбара Папалео.
У Вилли Пепа 7 детей (4 родных и 3 пасынка). Родные: Мари, Билли-младший, Майкл и Мелисса Папалео. Пасынки: Эйприл, Эл Джей и Холли Миллер.

## Признание
- В 1963 году включён в Зал славы журнала «Ринг».
- В 1981 включён во Всемирный зал боксёрской славы.
- В 1990 году включён в Международный зал боксёрской славы.
- В 2010 году включён в Зал боксёрской славы штата Флорида.
- В 1975 году журнал «Ринг» поставил Пепа на 3-е место в списке Величайших боксёров в истории полулёгкого веса.
- В 1994 и 2002 годах журнал «Ринг» ставил Пепа на 1-е место в списке Величайших боксёров в истории полулёгкого веса.